# Polish Journal of Environmental Studies
Polish Journal of Environmental Studies – polski dwumiesięcznik wydawany w języku angielskim od 1996 r., poświęcony problemom inżynierii środowiska, np. metodom badań ilości zanieczyszczeń środowiska (atmosfera, hydrosfera, gleba, materiały biologiczne), procesom przemieszczania się i przemian zanieczyszczeń w środowisku, ich wpływowi na organizmy żywe, metodom utylizacji odpadów i rekultywacji gruntów lub problemom zarządzania środowiskowego. Publikowane są:
- oryginalne artykuły naukowe[1],
- recenzje książek i sprawozdania z konferencji naukowo-technicznych (corocznie od 2009 r.)[2],
- monografie naukowe[3][4]

Impact factor uzyskany w 2010 r. za okres 2008–2009 wynosił 0,543 (średnia dla okresu 2009–2005: 0,904). Ministerstwo Nauki i Szkolnictwa Wyższego przyznało czasopismu 13 punktów.
Jest rejestrowane przez:
- Chemical Abstracts
- Ulrich's International Periodicals Directory, R.R., Bowker, USA
- CAB International, Oxon, U.K.
- Environmental Abstracts, Congressional Information Service, Maryland, USA
- Zoological Record-BIOSIS, U.K.
- International Soil Reference and Information Centre, the Netherlands
- AGRIS FAO - Central Agricultural Library, Warsaw, Poland
- Current Contents/Agriculture
- Biology and Environmental Sciences
- Sciences Citation Index Expanded
- EBSCO Information Services
- ELSEVIER Bibliographic Databases

## Redakcja
- Redaktor Naczelny – Jerzy Radecki
- Zastępca Redaktora Naczelnego – Hanna Radecka
- Komitet Redakcyjny[8]:

Irena Baranowska, Silesian University of Technology, Gliwice,  Poland
Bogusław Buszewski, Nicolaus Copernicus University, Toruń, Poland
Jan Derco, Slovak University of Technology, Bratislava, Slovakia
Jan Dobrowolski, AGH University of Science and Technology, Cracow, Poland
S. J. S. Flora, Defence Research and Development Establishment, India
Ewa Florek, University of Medical Sciences, Poznań, Poland
Maria Hepel, Potsdam College, The State University of New York, United States
Yuh-Shan Ho, College of Environmental Sciences, Peking University, Beijing, People's Republic of China
Miroslav Hutnan, Slovak Technical Universtity, Bratislava, Slovakia
Harry D. Kambezidis, National Observatory of Athens, Greece
E. Kudjo Dzantor, Tennessee State University, USA
Ulrich Lüttge, Institute of Botany, TH Darmstadt, Germany
Jacek Namieśnik, Chemical Faculty Technical University of Gdańsk
Mariusz Pelechaty, University of Adam Mickiewicz, Poznań, Poland
Baltrenas Pranas, Vilnius Gediminas Technical University, Vilnius, Lithuania
Stanisław Przestalski, University of Agriculture, Wrocław, Poland
Gunno Renman, Royal Institute of Technology, Stockholm, Sweden
Jerzy Siepak, University of Adam Mickiewicz, Poznań, Poland
Mitsuyuki Soma, University of Shizuoka, Shizuoka 422, Japan
Ashok Vaseashita, U.S. Department of State, Washington, USA
Heinz-Rudolf Voigt, University of Helsinki, Finland
Jan Vymazal, Czech University of Life Sciences, Czech Republic, Prague
Tani Yukinori, University of Shizuoka, Japan